# Urs Pedraita

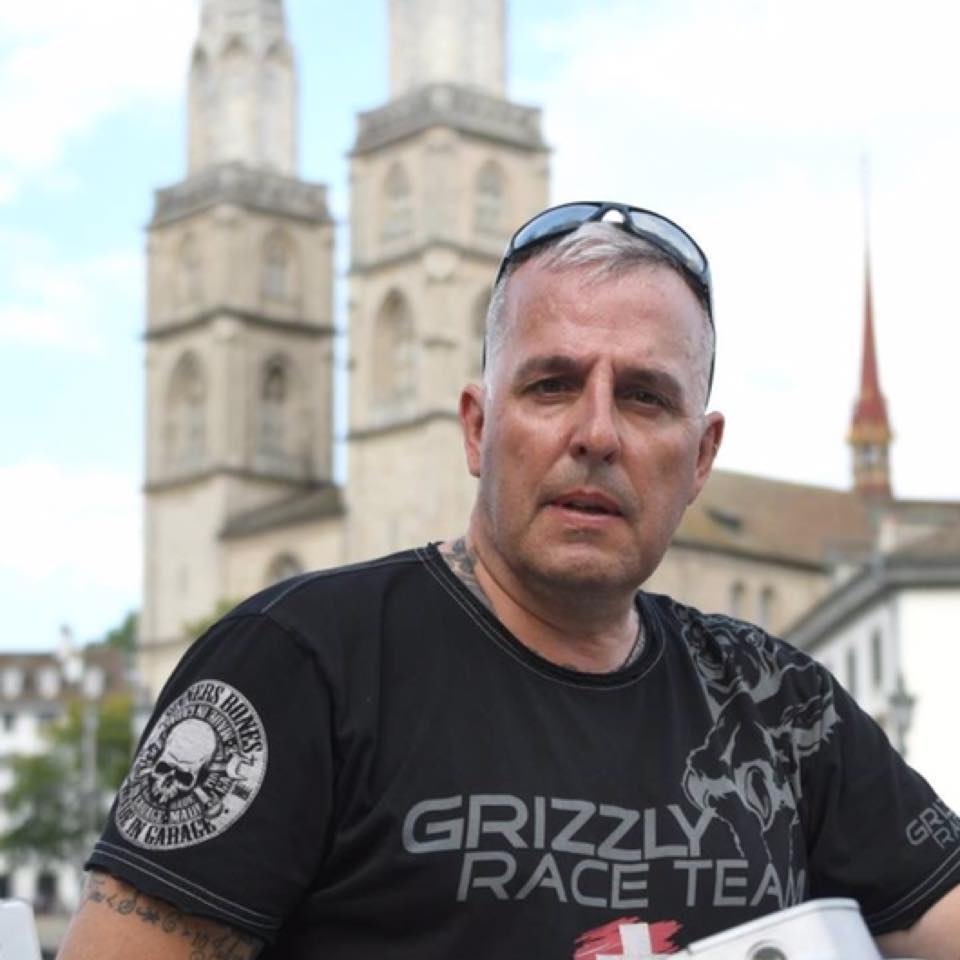
Urs Pedraita, 2015

Urs Pedraita (* 1965 in Zürich) ist ein Schweizer Bauherrenberater, Bau- und Projektleiter, Abenteurer und zweifacher Langstrecken-Motorrad-Weltrekordhalter (2014 und 2016).

## Erfolge
Pedraita durchquerte im Winter 2013/14 als erster Mensch auf einem Motorrad alleine ohne Seitenwagen die Sibirische Taiga. 14'400 km von Bern nach Wladiwostok in 37 Tagen bei Tagestemperaturen von bis zu −42°. Im Jahr 2014 umrundete er mit seinem Motorrad die Welt von Bern aus in 16 Tagen, 12 Stunden und 19 Minuten auf einer Strecke von 24.741 km und brach damit den vorherigen Rekord.
Mit seinem Team plante er 2015, mit einem Motorrad und einem Begleitfahrzeug in 106 Stunden von Zürich ans Nordkap und wieder zurückzufahren. Dieser Rekordversuch scheiterte jedoch. Nach 53 Stunden kurz hinter Stockholm und 1800 km vor dem Nordkap gab es den ersten Motorausfall. Nach knapp 60 Stunden kam Pedraita am 20. Februar 2015 am Nordkap an. Um sein Vorhaben zu Ende zu bringen, hätte er in 46 Stunden 3600 km zurück nach Zürich zurücklegen müssen, daher brach er das Projekt ab.
Im Jahr 2016 durchquerte Pedraita als erster Mensch mit einem Motorrad alle Kontinente auf ihrer jeweils längsten Achse auf dem Landweg. Mit einer Fahrzeit von 72 Tagen und 12 Stunden legte er die Landstrecke von 78'889 km zurück und stellte damit einen neuen Weltrekord auf. Mit zwei GPS-Transpondern/Trackern ausgerüstet, einer am Motorrad befestigt und der andere an seinem Körper fixiert, wurde er von über fünf Millionen Menschen weltweit beobachtet und im Internet verfolgt. Für die Wasserüberquerungen benutzte er jeweils das Flugzeug. Die Gesamtreise, inklusive der Flug/Transport-Logistik, legte er in der Zeit von 119 Tagen und 6 Stunden zurück und reiste rund 121'600 km. Der Start erfolgte am 11. März 2016 in Daytona Beach und endete am 10. Juli 2016 ebenda.
Er durchquerte jeden Kontinent mit seinem Motorrad mehrmals.
Pedraita engagiert er sich bei der Planung der Frauen-Langstrecken-Motorrad-Weltrekordfahrt Women’s World Record Race. Außerdem hält er Vorträge.

## Weltrekorde

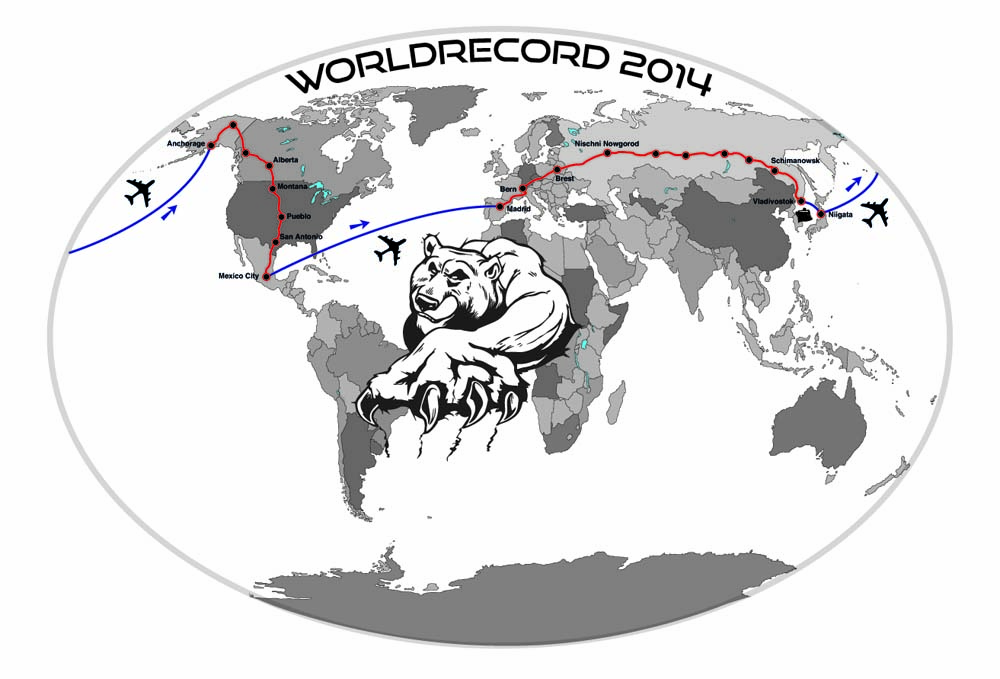
Weltrekord 2014
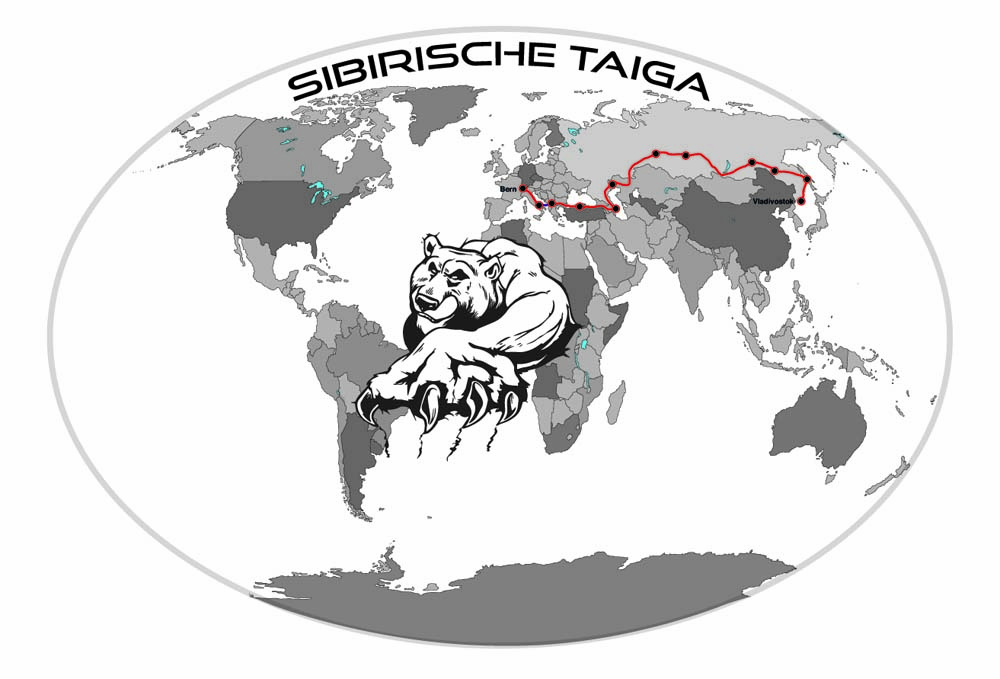
Erstdurchquerung der Sibirischen Taiga
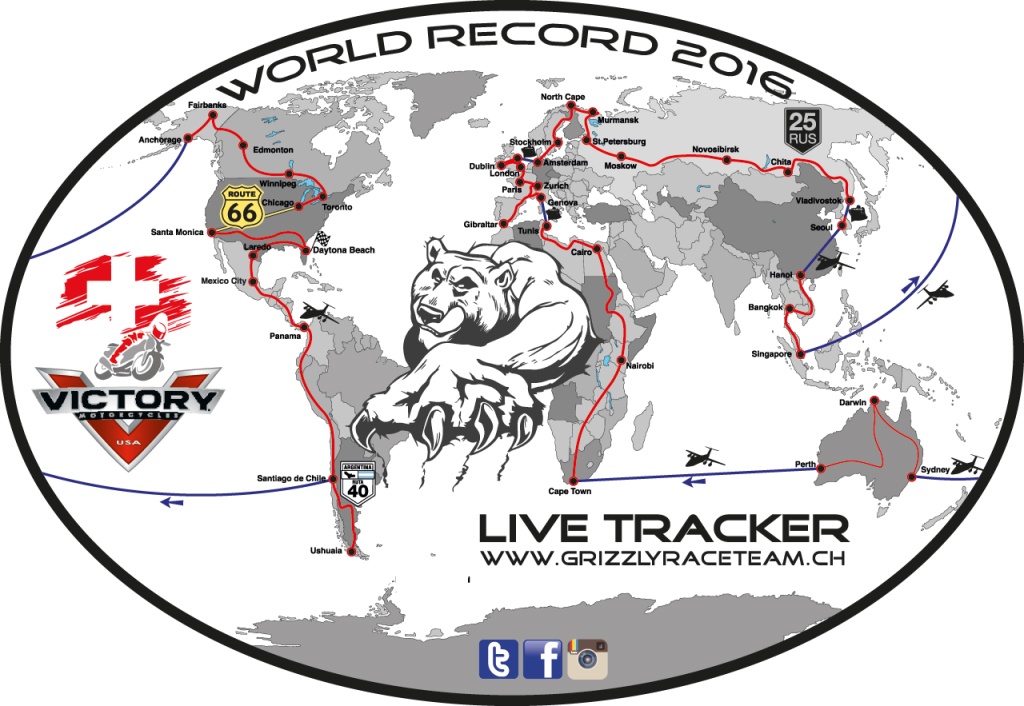
Map – World Record 2016

## Veröffentlichungen
- Grizzly – No limits. Autobiografie. Aufgezeichnet von Fränzi Göggel und Rolf Lüthi. Verlag Grizzly Management, Zürich 2018, ISBN 978-3-033-07078-3.